# Crassignatha quadriventris
Espèce
Synonymes
- Patu quadriventris Lin & Li, 2009

Crassignatha quadriventris est une espèce d'araignées aranéomorphes de la famille des Symphytognathidae.

## Distribution
Cette espèce est endémique de Hainan en Chine. Elle se rencontre à Wuzhishan et Dongfang.

## Description
Le mâle holotype mesure 0,68 mm et la femelle paratype 0,75 mm.
Le mâle décrit par Li, Lin et Li en 2020 mesure 0,80 mm et la femelle 1,04 mm.

## Systématique et taxinomie
Cette espèce a été décrite sous le protonyme Patu quadriventris par Lin et Li en 2009. Elle est placée dans le genre Crassignatha par Li, Lin et Li en 2020.

## Publication originale
- Lin & Li, 2009 : « First described Patu spiders (Araneae, Symphytognathidae) from Asia. » Zootaxa, no 2154, p. 47-68.